# Généralité de Riom
1542–1790
(483 ans)
Entités précédentes :
- Création

Entités suivantes :
- Cantal
- Puy-de-Dôme
- Haute-Loire

La généralité de Riom est une circonscription administrative créée en 1542, distincte du gouvernement d'Auvergne qui recouvrait à peu près le même territoire. Riom fut siège d'une des dix-sept recettes générales créées par Henri II et confiées à des trésoriers généraux (Édit donné à Blois en janvier 1551).
Elle se composait de sept élections et dix-sept subdélégations.

## Histoire
La généralité d'Auvergne ou de Riom est créée par l'édit du 7 décembre 1542. Antérieurement, l'Auvergne relevait de la généralité de Languedoïl et du bureau des finances de Lyon.
À la suite de l'édit de 1542, un bureau des finances est établi à Issoire. En 1551, il est transféré à Riom lorsque le roi crée la charge de trésorier de France et général des finances pour la recette générale de Riom.
En 1556, Charles IX supprime la généralité de Riom. Dès 1568, il la rétablit. Par un édit du 24 avril 1589 (Parlement séant à Tours), le roi Henri III transfère le Bureau des Trésoriers à Clermont.
En 1630, le marquis d'Effiat, surintendant des finances, obtient le détachement de vingt-quatre paroisses de la généralité pour former une partie de l'élection de Gannat et le rattachement de celle-ci à la généralité de Moulins.
En 1697, l'intendant Lefèvre d'Ormesson rédige ou fait rédiger un Mémoire sur l'état de la généralité de Riom, dressé pour l'instruction du duc de Bourgogne, petit-fils de Louis XIV.

## La généralité d'après le Règlement général du 24 janvier 1789 (États généraux)
Noms des trois bailliages principaux, suivis du nombre de députés à élire et du nom des bailliages secondaires :
- Sénéchaussée de Clermont-Ferrand, 4 députés ;
- Sénéchaussée de Riom, 20 députés (Montagut, Salers, Usson) ;
- Sénéchaussée de Saint-Flour, 12 députés (Aurillac, Calvinet, Murat, Vic-en-Carladez).

## Liste des circonscriptions administratives
La généralité étant une des circonscriptions administratives majeures, la connaissance historique du territoire concerné passe par l'inventaire des circonscriptions inférieures de toute nature. Cet inventaire est la base d'une exploration des archives réparties entre les différentes archives départementales des départements compris dans la généralité.
Cette liste ne comporte pas les bailliages ci-dessus, leurs appellations exactes restant à confirmer.

### Élections
- Élection d'Aurillac ;
- Élection de Brioude ;
- Élection de Clermont-Ferrand ;
- Élection d'Issoire ;
- Élection de Mauriac ;
- Élection de Riom ;
- Élection de Saint-Flour.

### Subdélégations
- Subdélégation d'Aurillac ;
- Subdélégation de Besse, plus en 1786 ;
- Subdélégation de Billom ;
- Subdélégation de Bort, aussi siège d'une subdélégation de la généralité de Limoges ;
- Subdélégation de Brioude ;
- Subdélégation de Chaudes-Aigues, plus en 1786 ;
- Subdélégation de Langeac ;
- Subdélégation de Clermont-Ferrand ;
- Subdélégation d'Issoire ;
- Subdélégation de La Chaise-Dieu ;
- Subdélégation de Landogne, plus en 1786 ;
- Subdélégation de Lempdes, plus en 1786 ;
- Subdélégation de Lezoux ;
- Subdélégation de Mauriac ;
- Subdélégation de Montaigut ;
- Subdélégation de Murat, fin en 1787 ;
- Subdélégation de Pontaumur, plus en 1786 ;
- Subdélégation de Riom ;
- Subdélégation de Rochefort-Montagne, plus en 1786 ;
- Subdélégation de Saint-Amant ;
- Subdélégation de Saint-Flour ;
- Subdélégation de Tauves, fin en 1786 ;
- Subdélégation de Thiers ;
- Subdélégation de Vic-le-Comte, plus en 1786 ;